# Harumi
『Harumi』は、男性歌手のHarumi (ハルミ) による1968年にリリースされたセルフ・タイトルのアルバム。
オリジナルはアナログ・レコード2枚組で西ドイツでは装丁を変更し発売された。
また英国のFallout/SunbeamRecords より2007年CDで再発売された。

## 概要
1968年に、ヴェルヴェット・アンダーグラウンドやボブ・ディラン、サイモン&ガーファンクル等々のプロデュースで知られる、トム・ウィルソンが手掛けた在米日本人の作品。
Harumi（ハルミ＝春海、苗字は「Andou」漢字表記は不明）は中国地方（広島県？）出身、日本企業の駐米ビジネスマン子息とされ、本作発表後も米国に留まり、その後別業種に携わった。
アルバムは当時のアメリカにおける音楽評論家から賞賛され、「まれでユニークなレコーディングである」とされた。「ポップなサイケデリックとアバンギャルドな音が特徴的、Harumiのアイデンティティはいまだ謎のままである。」として結び、この唯一のレコーディング・アルバムと活動について言及はしていない。
収められた楽曲のうち、サムライ・メモリーズ(Samurai_Memories)は特筆に値する。日本語による家族４人（父母、姉、Harumi本人）のインタヴューと別途録音された即興的ジャズロックで構成されている。実験ロック、アヴァンギャルド・ミュージックでは楽曲間に会話寸劇として挟むもの、ビートニクス派生のファッグス(en)、イギリスのリバプール・シーン(en）などの朗読詠唱ヘ伴奏する形態と異なるスタイルで、チャンネル・トラック片方に異言語（日本語）を収めている。アプローチ、作風異なるが同じくヴァーヴ・フォアキャスト・レコードのヴェルヴェット・アンダーグラウンドのアルバム『ホワイト・ライト/ホワイト・ヒート』（White Light/White Heat)、ザ・ギフト「The_Gift」との類似性が認められる。
インタヴューは母親からレコード発売に際しての挨拶からはじまり、両親から見たHarumiの音楽経験、日米で共通する一般的なビートルズ以降の「世代間ギャップ」テーマの対話が収録されている。この時代性がよく表れた親子世代間会話について、ジャケットやライナーノーツに英語訳は無く、その曲名サムライ・メモリーズの説明も無い。会話の流れは編集され、終盤近くに姉が母親に録音について事前に説明する場面や聞き取りにくいがリラックスした談笑の様子といった差し込みがある。
日本国内盤発売は無くアメリカ盤が少数輸入されるに留まり、日本ではコレクターかマニア間で知られるのみで、サムライ・メモリーズ(Samurai_Memories)の内容がマス・メディア俎上に上ることも無かった。同じヴァーヴ・フォアキャスト・レコードの1967年の『ヴェルヴェット・アンダーグラウンド・アンド・ニコ』（日本ポリドール・レコードMV2060）が1973年に日本盤初版が発売されたこと、『ホワイト・ライト/ホワイト・ヒート』に至っては80年代まで未発売状態、同時代イギリスと西ドイツで制作したミッキー・カーティス＆サムライはレーベルによってシングル盤は発売見送りか、アルバムは編集で少ない曲数で発売された状況下では日本国内盤が販売される機運や話題になる土壌も皆無だった。
メンバー表記は無く、インフォメイションもほぼ皆無で長く謎の存在だったがその後「モンド」ブームで一般知名度が上がり２０００年頃から当時を知る関係者の伝聞が漏れ伝わるようになった。

## 収録曲
1. Talk About It
2. First Impressions
3. Don't Know What I'm Gonna Do
4. Hello
5. Sugar in Your Tea
6. Caravan
7. Hunters of Heaven
8. Hurry Up Now
9. What a Day for Me
10. We Love
11. Fire by the River
12. Twice Told Tales of the Pomegranate Forest
13. Samurai Memories